# ميكروبيوم الرحم
فإن ميمكروبيوم الرحم هو المتعايشة، غير مسببة، البكتيريا، الفيروسات، الخمائر/الفطريات موجودة في صحة الرحم، السائل الذي يحيط بالجنين وبطانة الرحم وخاصة البيئة التي تسكن فيها. وقد تم التأكد مؤاخرا فقط أن الرحم وانسجتة غير عقيمة. بفضل تقنيات التسلسل الجيني 16S rRNA المحسّنة يمكن الكشف بأعداد مخفضة عن البكتيريا الموجودة 
بوذلك باستخدام هذه الاجراء الذي يسمح بالكشف عن البكتيريا التي لايمكن تكثيفها خارج الجسم، من المتوقع ان تزداد هذه الدراسات التي تتعلق بالكائنات الحية الدقيقة المتواجدة داخل الرحم.

## ميكروبيوم الرحم والخصوبة
الادلة توضح وجود الريباسي الرحمي 16s ليس فقط نتيجة العينات أو تحليل الأخطاء ويستحق أن يتم الاعتراف بها.مفهوم البطانة المعقمة للرومقصورة الرحم رثة بالرغن من أن ميكروبيوم الرحم الأساسي الحقيقي لا يزال بحاجة إلى التقييم. والدراسات الفنية اللازمة لتوضيح الفسيولوجية أهمية ميكروبيوم في الخصوبة. التحدي المتمثل في دراسة المناعة الإنجابية والجراثيم المشاركة هو أن البحوث حول جميع الجوانب المختلافة لاتزال في بداياتها؛ يجب دراسة الميكروبيوم والمناعة وعلم الغدد الصماء أثناء الحمل ونمو المشيمة والجنين معًا للحصول على نظرة عامة أكثر شمولاً

## مميزات
اتعتبر البكتيريا والفيروسات جنسواحد من الخمائر هي جزء طبيعي من الرحم قبل وأثناء الحمل. وجد أن الرحم به ميكروبيوم خاص ومميز حيث أن يقتلف إختلافا كبيرا عم الميكروبيوم المتواجد في المهبل على الرعم من ارتباطة به.فإن ميكروبيوم الرحم يشبة وبشكل كبير البيكتيريا الموجودة في تجويف الفم.
وبالإضافة إلى ذلك فإن الجهاز المناعي قادرا على التفريق بين تلك البكتيريا التي توجد عادة في الرحم وتلك المسببة للأمراض.التغيرات الهرمونية لها تأثير على الجراثيم المتواجده في الرحم

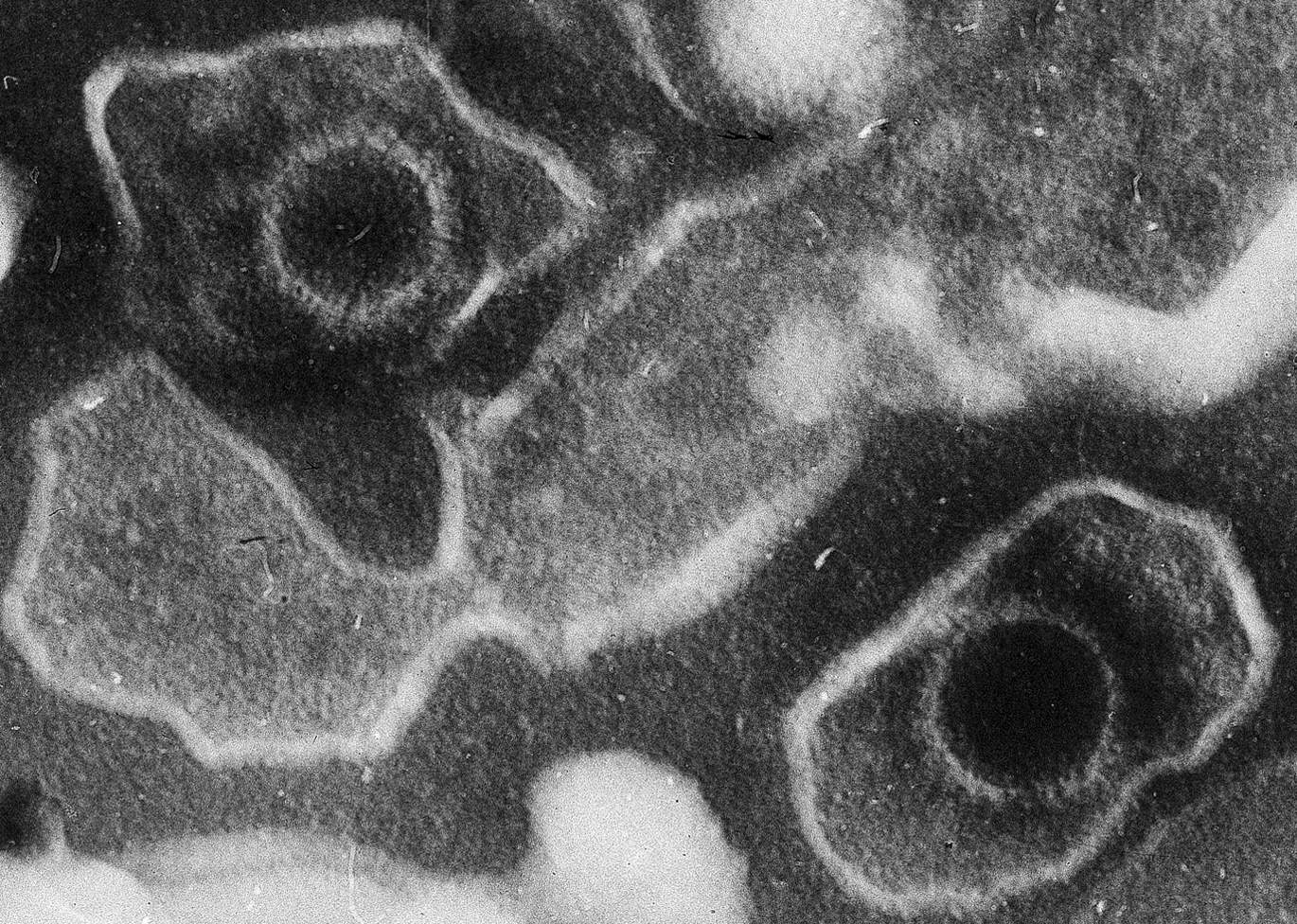
فيروس ابشتاين بار

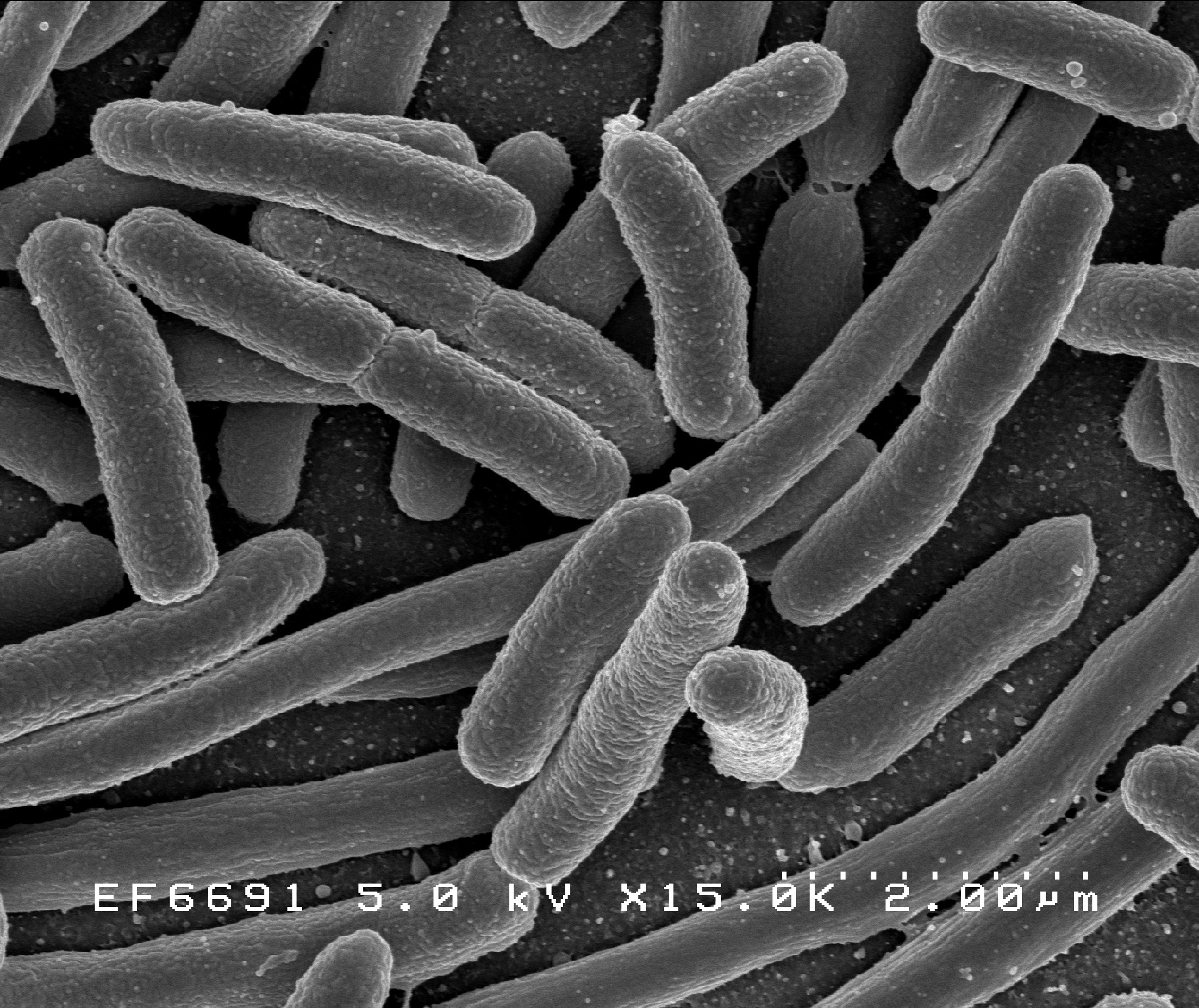
الإشريكية القولونية

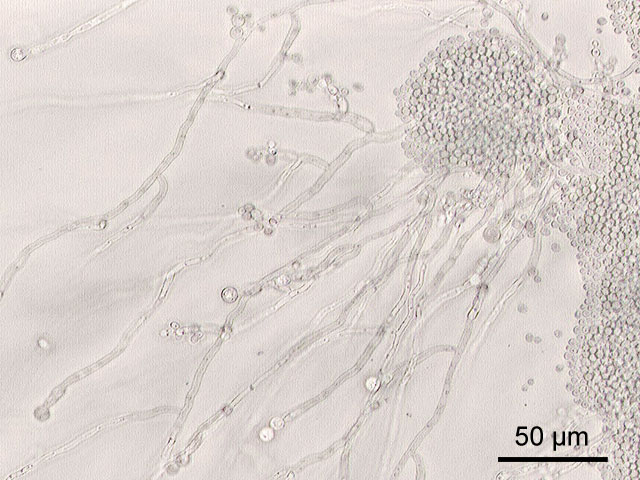
المبيضات sp.

### مسببات الأمراض
هناك العديد من الأصناف يمكن أن تكون متواجدة، دون أن تسبب أمراض اأو أي استجابة مناعية حيث أن وجودهم له علاقة بنتائج الولادة السلبية.

## الأهمية السريرية
المضادات الحيوية الوقائية تم حقنها في الرحم لعلاج العقم. وقد تم ذلك قبل نقل الأجنة بقصد تحسين معدلات الزراعة. لا توجد رابطة بين الزراعة الناجحة والعلاج بالمضادات الحيوية. علاجات العقم في الغالب ماتتطور في النقطة التي يتم فيها تحليلل الميكروبيولوجي لجراثيم الرحم.الولادة المبكرة ترتبط مع أنواع معينة من البكتيريا التي لاتشكل في العادة من ميكروبيوم الرحم الصحي

## استجابة مناعية
الاستجابة المناعية تصبح واضحه أكثر عندما يتم العثور على البكتيريا الغير متكافئه 

## التاريخ
بدأالتحقيقات في الميكوبيومات التي لها صلة بالإنجاب في عام 1885 بواسطة ثيودور إشريش. وكتب أن العقي من الطفل حديث الولادة خالية من البكتيريا. كان هناك توافق عام في ذلك الوقت وحتى في الآونة الأخيرة أن الرحم كان عقيم ولذلك كان يطلق علية اسم نموذج الرحم المعقم التحقيقات الأخرى المستخدمة حفاظات معقمة لجمع العقي حيث انه لم يمكن زراعة أي بكتيريا من العينات.أوضحت دراسات أخرى أن البكتيريا التي تم الكشف عنها كانت طرديا مع الزمن بين الولادة ومرور العفي
بدأت التحقيقات في الميكروبيومات المرتبطة بالإنجاب حوالي عام 1885 بواسطة ثيودور إشريش. كتب أن العقي عند الوليد خالٍ من البكتيريا. كان هناك إجماع عام في ذلك الوقت وحتى في الآونة الأخيرة على أن الرحم كان عقيمًا وكان يُشار إلى ذلك باسم نموذج الرحم المعقم. استخدمت التحقيقات الأخرى حفاضات معقمة لجمع العقي. لم يكن من الممكن استنبات أي بكتيريا من العينات. أظهرت دراسات أخرى أنه تم اكتشاف البكتيريا وتناسب طرديًا مع الوقت بين الولادة ومرور العقي